# ترس از پرواز

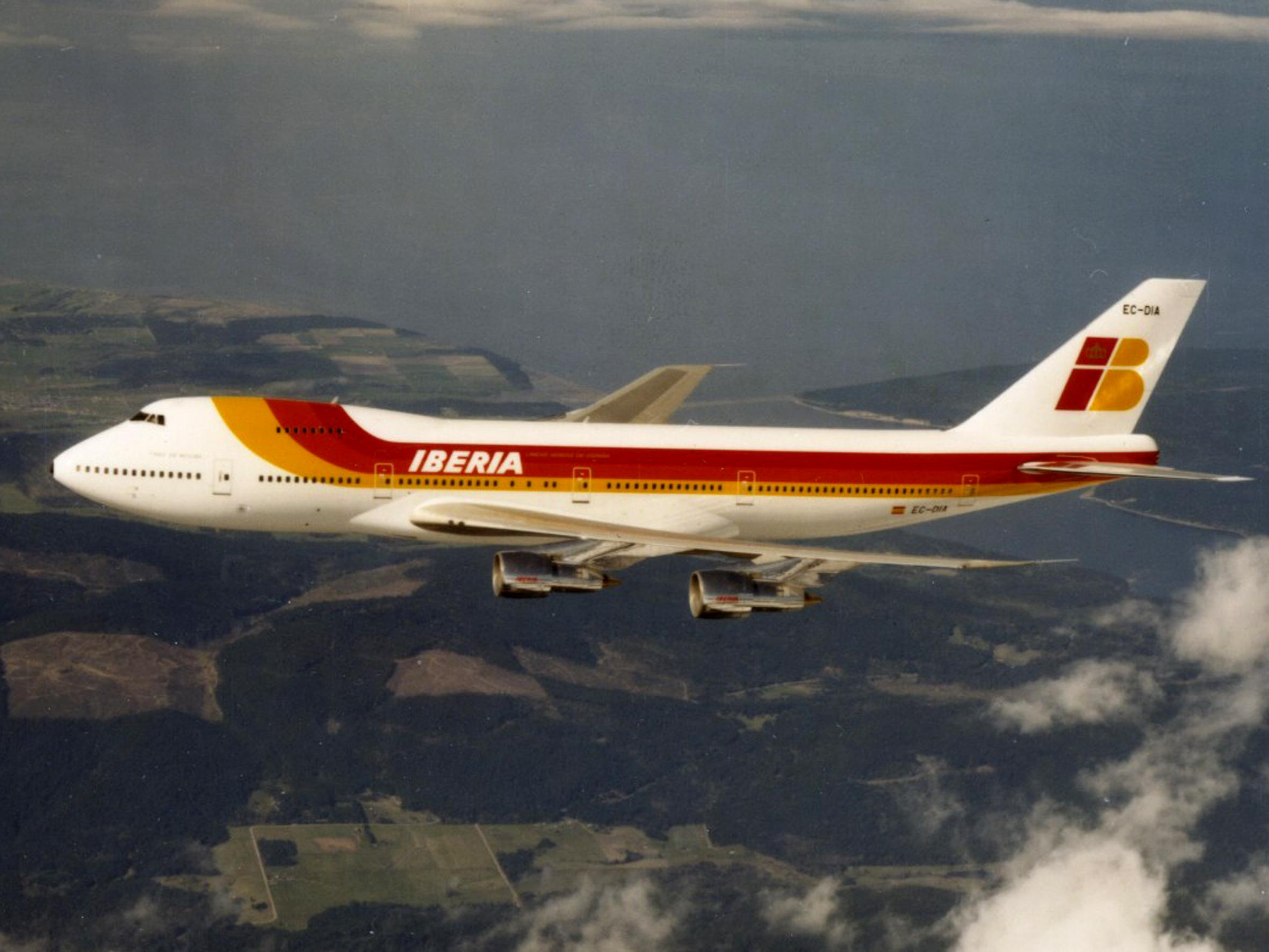
یک هواپیمای بوئینگ ۷۴۷

ترس از پرواز، اضطراب پرواز یا فوبیای پرواز، ترس از قرار گرفتن در هواپیما، یا وسایل نقلیهٔ پرنده دیگر، مانند هلیکوپتر، هنگام پرواز است. اضطراب حاد ناشی از پرواز را می‌توان با داروهای ضداضطراب درمان کرد. این عارضه را می‌توان با روش «مواجهه‌درمانی» مدیریت کرد که در همراهی با رفتاردرمانی شناختی، نتایج بهتری حاصل می‌گردد.

## نشانه‌ها
افرادی که ترس از پرواز دارند، هنگام پرواز، ترس یا اضطراب شدید و مداومی را تجربه می‌کنند. آن‌ها در صورت امکان از پرواز اجتناب می‌کنند. به‌نظر می‌رسد که برخاستن هواپیما، آب و هوای بد و تلاطم در حین پرواز، اضطراب‌انگیزترین جنبه‌های پرواز هستند. شدیدترین تظاهرات می‌تواند شامل حملات پانیک یا استفراغ حتی صرفاً با مشاهده یا ذکر یک هواپیما یا سفر هوایی باشد. حدود ۶۰ درصد از افرادی که ترس از پرواز دارند، گزارش می‌دهند که برخی از اختلالات اضطرابی دیگر نیز دارند.

## علت
علل فوبیای پرواز و مکانیسم‌هایی که باعث آن می‌شود، تا سال ۲۰۱۶ به خوبی شناخته نشده بودند. به‌نظر می‌رسد که برخی از افراد مبتلا به تنگناهراسی، از بودن در فضاهای کوچک داخل بدنهٔ هواپیما یا هلیکوپتر دچار ترس از پرواز می‌شوند.

## تشخیص
تشخیص، به‌صورت بالینی است. تشخیص این‌که آیا ترس از پرواز عامل اولیه و اصلی است یا این‌که ترس از پرواز نشانهٔ یک اختلال اضطراب فراگیر یا اختلال اضطراب دیگری مانند برزن‌هراسی یا تنگناهراسی است، اغلب دشوار است.

### طبقه‌بندی
ترس از پرواز یکی از هراس‌های ویژه است که در دی‌اس‌ام-۵ طبقه‌بندی شده‌است.

## مدیریت
اضطراب حاد ناشی از پرواز را می‌توان با داروهای ضداضطراب درمان کرد. این عارضه را می‌توان با مواجهه‌درمانی، از جمله استفاده از تجهیزات واقعیت مجازی، که در ترکیب با رفتاردرمانی شناختی، بهتر عمل می‌کند، درمان کرد. تکنیک‌های آرامش و آموزش در مورد ایمنی هوانوردی نیز می‌تواند در ترکیب با سایر رویکردها مفید باشد.
یک درمان جدید و پیشرفته برای این عارضه، درمان از طریق مواجهه با واقعیت مجازی است. این نوع درمان، از فناوری کامپیوتری استفاده می‌کند که در آن، بیمار به‌صورت مجازی در هواپیما یا بالگرد، پرواز می‌کند.

### درمان مواجهه با واقعیت مجازی
درمان مؤثر برای فوبیایی مانند ترس از پرواز، درمانی است که ساختار ترس را فعال و اصلاح می‌کند. فعال‌سازی ساختار ترس را می‌توان با قرار دادن بیمار در معرض محرک‌های ترسناک (در این مورد، پرواز)، برای برانگیختن واکنش ترس، به‌دست‌آورد. اصلاح ساختار ترس را می‌توان با فرایند خوگیری، پس از چندین بار برانگیختن واکنش ترس به‌دست‌آورد. یک درمان جدید و پیشرفته برای فوبیای پرواز، درمان مواجهه با واقعیت مجازی (VRET) است. این نوع درمان از فناوری کامپیوتری استفاده می‌کند که در آن بیمار عملاً پرواز را تجربه می‌کند. این تجربه شامل محرک‌های دیداری، شنیداری و حرکتی برای تقلید از پرواز تا حد امکان در یک هواپیما است؛ بنابراین، VRET یک درمان مؤثر برای فوبیای پرواز، در نظر گرفته می‌شود.

## اثربخشی
پژوهش‌ها در مورد روش‌های مداخلاتی مانند CBT میزان کاهش اضطراب را حدود ۸۰٪ گزارش کرده‌است. با این‌حال، شواهد کمی وجود دارد که نشان دهد که هر درمانی تا چه میزان، می‌تواند ترس از پرواز را از بین ببرد.

## همه‌گیرشناسی
برآوردها برای شیوع این عارضه، بین ۲٫۵٪ تا ۴۰٪ متغیر است.

## تاریخچه
ترس از پرواز برای نخستین بار در منابع پزشکی، توسط یک پزشک در بریتانیا در پایان جنگ جهانی اول مورد بحث قرار گرفت. از دههٔ ۱۹۷۰ ترس از پرواز با رویکردهای رفتاری و شناختی برطرف شد.

## جامعه و فرهنگ
بلافاصله پس از حملات ۱۱ سپتامبر، آمریکایی‌ها ترجیح دادند به‌جای پرواز، بیشتر با خودرو سفر کنند. به‌دلیل افزایش سفرهای خودرویی، حدود ۳۵۰ نفر بیشتر از حد معمول در تصادفات رانندگی در آن هنگام، جان خود را از دست دادند.

## پژوهش‌ها
پژوهش در مورد موثرترین راه‌ها برای درمان یا مدیریت ترس از پرواز مانند سایر مداخلات مشاوره‌ای یا رفتاری، به‌دلیل ناتوانی در گنجاندن دارونما یا سایر روش‌های کنترل در چنین مطالعاتی، دشوار است.